# Васил Докев
Васил Докев е български художник – живописец, сценограф и дизайнер. Работи в сферата на абстрактната живопис, фолклорния костюм и сценография, театралната сценография и костюмография, плаката и графичния дизайн.

## Биография
Васил Докев е роден на 22 май 1938 г. в София. Завършва Националната художествена академия в София през 1971 г., специалност „Приложна графика“ при проф. Александър Поплилов и проф. Васил Йончев (шрифт и калиграфия). Като студент започва да работи в областта на запазения знак, плаката, рекламата и калиграфията. Художник-проектант на вестник „Икономически живот“ и други печатни издания. Участва в проекти за пространствено оформление на Пловдивския панаир, Международния балетен конкурс – Варна, Дома на учените – Варна и други. От 1971 г. е художник-проектант в Държавен музикален театър – София, където създава едни от най-емблематичните плакати и програми за постановките в театъра (1972 – 1980). Работейки под ръководството на главния художник проектант на театъра – сценографа Мариана Попова, изучава и тънкостите на театралната сценография и костюмография.
През 1973 г. създава първата сценография за ансамбъл „Пирин“ – Благоевград. Това поставя началото на неговия интерес към българския фолклор и повлиява силно на творческите му търсения и стил. Създава множество костюми, накити и сценографии за различни фолклорни ансамбли и изпълнители: „Пирин“ – Благоевград, „Тракия“ – Пловдив, Северняшки ансамбъл – Плевен, „Неврокопски“ – Гоце Делчев, „Българе“ – София, Военен ансамбъл – София, Капански ансамбъл – Разград, „Росна Китка“ – София, „Мистерия на българските гласове“, Николина Чакърдъкова и други. Сценографските му постановки с ансамбъл „Пирин“ от 1970-те и 1980-те години печелят международно признание на ансамбъла и се считат за върхови постижения в този специфично национален сценографски жанр. Утвърждава се като един от водещите специалисти в областта на визуалния български фолклор и семантиката на знаковата символика. Негови произведения в тази област: текстил, картини, колекции от фолклорни костюми и накити, са представяни в повече от 60 страни.
Сценографската му дейност е свързана и с постановки на Държавен музикален театър – София, Софийската опера и балет, Държавната опера – Пловдив, Държавната опера – Бургас и балетната трупа „Арабеск“ – София. Неговите решения се открояват с естетика и стилизирана фолклорна символика – особено в балетните постановки от края на ХХ и началото на ХХІ век (съвместно със съпругата си – хореографа Антония Докева)..
С името на Васил Докев е свързано откриването на първата частна галерия в София след 1989 г. – галерия „Фолк“ във фоайето на Музикалния театър (а по-късно в Столична библиотека). В нея организира множество изложби на автори от България и чужбина и многобройни културни събития, литературни четения, джаз концерти: на Йълдъз Ибрахимова, Симеон Щерев, Теодосий Спасов, Антони Дончев, Любомир Денев, Стефка Оникян и други. Там се провеждат и танцови спектакли, както и първите пърформанси в българското артистично пространство.
В последните десетилетия от творчеството си Васил Докев работи в областта на българския символичен фолклор и абстрактна живопис, сценография, фолклорни костюми и накити.

## Творчество

### Живопис
Живописни произведения на Васил Докев се съхраняват във фонда на Софийска градска художествена галерия, както и в много частни колекции в България, Италия, Швейцария, Белгия, Франция, Дания, САЩ и други.
В зрелите години на своята кариера се занимава основно с абстрактна живопис, базирана на принципите на българското и съвременното етноизкуство.
Според изкуствоведа Димитър Г. Димитров, Васил Докев не прави опит да актуализира фолклора, а показва, че може да твори успоредно с него, като модерен художник, създаващ актуални абстрактни ценности в своето време.

### Театрални плакати и програми за Държавен музикален театър, София[4]
- „Хубавата Елена“
- „Случка в Уестсайд“
- „Царицата на чардаша“
- „Цигански барон“
- „Теменужката от Монмартър“
- „Цар Мидас има магарешки уши“
- „Роз Мари“
- „Сирано дьо Бержерак“
- „Неспокойни сърца“
- „Българи от старо време“
- „Оклахома“
- „Двубой“
- „Бокачо“
- „Сребърните пантофки“
- „Златната ряпа“
- „Тревога сред момите“
- „Нека свири китара“
- „Една вечер с джазовия танц“
- „Прилепът“
- „Сватбата на Кречински“ и др.

### Сценография и костюми[1]
- „Хайдушка песен“ – постановка Асен Гаврилов, Народна опера, Пловдив, 1976 г.
- „Спартак“ – постановка Асен Гаврилов, Софийска народна опера, 1978 г.
- „Тривърхата шапка“ – постановка Асен Гаврилов, Балет „Арабеск“, 1978 г.
- „Антифонни диалози“ – постановка Асен Гаврилов, Балет „Арабеск“, 1978 г.
- „Чао, деденце“ – постановка Леон Даниел, Музикален театър, 1979 г.
- „Уестсайдска история“ – постановка Йордан Нешев, Музикален театър, 1981 г.
- „Ретроспекция в ритми“ – постановка Стефан Христов, Музикален театър, 1982 г.
- „Царицата на чардаша“ – постановка Петър Щърбанов, Бургаска опера, 1983 г.
- „Хубавата Елена“ – постановка Петър Щърбанов, Пловдивска опера, 1984 г.
- „Адриана Лекуврьор“ – постановка Петър Щърбанов, Софийска опера и балет, 1987 г.
- „Корен дълбоко в небето“ – постановка Маргарита Арнаудова, Балет „Арабеск“, 1993 г.
- „Зуна“ – постановка Антония Докева, Балет „Арабеск“, 1996 г.
- „Сувра – постановка Антония Докева, Балет „Арабеск“, 1997 г.
- „Благовец“ – постановка Антония Докева, Балет „Арабеск“, 1998 г.
- „Еньа“ – постановка Антония Докева, Балет „Арабеск“, 2000 г.
- „Козият рог“ – постановка Петър Луканов, Софийска опера и балет, 2000 г.
- „Герман“ – постановка Антония Докева, Балет „Арабеск“, 2001 г.
- „Камо Грядеши?“ – постановка Антония Докева, Балет „Арабеск“, 2003 г.
- „Натемия“ – постановка Антония Докева, НАТФИЗ „Кръстьо Сарафов“, специалност Танцов театър, 2010 г.

## Изложби
В периода 1970 – 2016 има множество самостоятелни и групови изложби в частни и държавни галерии в София, Варшава, Прага, Атина, Москва, Лондон, Братислава, Улан Батор, Женева, Монтрьо, Брюксел и др. Някои от тях са:

### Общи изложби
- Участие в изложба на запазената марка, Съюз на българските художници, 1971 г.
- Участие в шест последователни общи художествени изложби за приложна графика от 1971 г.
- Участие в няколко общи изложби за графика и живопис от 1971 г. до 1976 г.
- Участие в първото и второто биенале на театралния плакат в България
- Участие в няколко международни биеналета на плаката в Лахти, Финландия и Варшава, Полша
- Участие в обща изложба сценография – с фолклорни сценографии, 1984 г.
- Изложба на дарителите на Софийска градска художествена галерия, София, 2004 г.[5]

### Самостоятелни изложби
- 1985 г. – Българска музикална режисура и сценография, фестивал Аполония, Созопол, съвместно с оперния режисьор Петър Щърбанов
- 1987 – 1994 – галерия „Фолк“, София (множество самостоятелни изложби)
- 1990 г. – Галерия „Ая“, Бургас
- 1990 г. – Брюксел, Белгия
- 1990 г. – Галерия „Bizart“, Женева, Швейцария
- 1991 г. – Eurotel Riviera Montreux, Монтрьо, Швейцария
- 1992 г. – Галерия София, Столична Библиотека, София
- 1994 г. – Софийска градска художествена галерия (ретроспективна изложба с над 140 негови картини)
- 1994 г. – Галерия „La Mansarde de Veyrier“, Вейрие, Швейцария[6]
- 1996 г. – Институт по дизайн, София
- 2001 г. – Галерия „La Mansarde de Veyrier“, Вейрие, Швейцария
- 2016 г. – Галерия „Етюд“, София (ретроспективна изложба)
- 2016 г. – Галерия „Black C Art“, Гейнсвил, Флорида, САЩ